# Club Leones Negros de la Universidad de Guadalajara
Clube Leones Negros de la Universidad de Guadalajara, mais conhecido como Leones Negros, é um clube de futebol que joga atualmente no Campeonato Mexicano de Futebol de Segunda divisão. 

## História
A Universidad de Guadalajara, apelidada de " Leones " foi fundada o 19 agosto de 1970 e começou na Tercera División (terceira divisão) na liga profissional mexicana, onde jogou por duas temporadas, depois que eles ganharam a promoção para Segunda División Profesional.
Eles chegaram à primeira divisão com a aquisição da vaga do Club Torreón.
Durante seus primeiros anos na primeira divisão a equipe tinha vários jogadores negros brasileiros: Jair de Jesús Pereira, Belarmino de Almeida Junior "Nené", Roberto da Silva, João Justino Amaral dos Santos e Carlos de Jesus Euzébio, que pela devido a sua velocidade dentro de campo jogavam como se fossem leões caçando suas presas, razão pela qual o comentarista esportivo Angel Fernandez começou a chamá-los de "Leones Negros " (Os Leões Negros), um apelido que pegou e continua a fazer parte do folclore do futebol mexicano.
Após 21 anos, supostas transações financeiras questionáveis, um pelotão muito pobre e poucos torcedores (que são leais a equipes mais populares como Club Deportivo Guadalajara, mais conhecido como "Chivas" e, em menor medida, Club Atlas) Leones Negros foram adquiridas pelo Federación Mexicana de Fútbol, para abrir caminho para a redução do número de equipes na liga. Seu último jogo foi em 27 de maio de 1994, contra Atlas, em que perdeu 2x1.

### Nova Era
Após o desaparecimento da equipe pela Federación Mexicana de Futbol, o time foi devolvido para a terceira divisão, a equipe obteve um título no torneio do verano de 1997, ganhando a promoção para a Primera División "A", onde permaneceram até que o time foi vendido e mudou-se para Coatzacoalcos.
A equipe jogou em Segunda División Mexicana na região Norte e algumas temporadas atrás estava perto de ganhar a promoção para a Liga de Ascenso, o primeiro a perder a final contra o Académicos de Guadalajara e depois de perder para o Chivas La Piedad. Para a temporada Apertura 2007, eles mudaram seu mando de jogo no Estadio Municipal Santa Rosa de Ciudad Guzmán, Jalisco, mas aínda mandou algúns jogos na sua casa tradicional. O Estadio Jalisco.

### Voltar para a Primera División A
Alguns empresários tentaron retornar a equipe do Club Universidad de Guadalajara às principais divisões do futebol no México, isso foi conseguido através da compra da franquia do Tapatio por $ 800.000 USD. Em 21 de maio de 2009, foi confirmado que a equipa do Clube Universidad de Guadalajara entrou na Liga de Acesso

### Apertura 2013: Campeões e Promoção à Liga MX
No torneio Apertura de 2013, Leones Negros terminou em 5º e entrou na Liguilla, onde chegou até à final e terminou como Campeões batendo o Necaxa 2x1, ganhando o direito de disputar a final de Ascenso e a possibilidade de ser promovido para a Liga MX.

## Títulos

### Internacionais
- Liga dos Campeões da CONCACAF: 1978

### Nacionais
- Ascenso MX: 1

Apertura 2013
- Campeón de Ascenso: 1

2014
- Copa México: 1

1990–91